# Lista över Burundis statsöverhuvuden

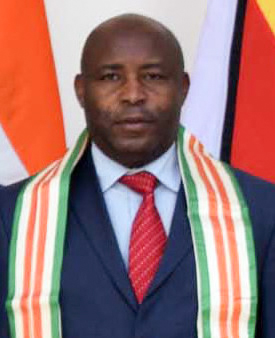
Évariste Ndayishimiye är president i Burundi sedan 2020.

Detta är en lista över Burundis statsöverhuvuden från självständigheten 1 juli 1962.
| Namn                     | Ämbetsperiod                          | Titel                                                | Anmärkning |
| ------------------------ | ------------------------------------- | ---------------------------------------------------- | ---------- |
| Mwambutsa IV             | 1 juli 1962 – 8 juli 1966             | Kung                                                 |            |
| Ntare V                  | 8 juli/1 september – 28 november 1966 | Kung                                                 |            |
| Michel Micombero         | 28 november 1966 – 1 november 1976    | President                                            | Tutsi      |
| Jean-Baptiste Bagaza     | 2 november – 10 november 1976         | Ordförande i högsta revolutionsrådet                 | Tutsi      |
| Jean-Baptiste Bagaza     | 10 november 1976 – 3 september 1987   | President                                            | Tutsi      |
| Pierre Buyoya            | 3 september – 9 september 1987        | Ordförande i militärkommittén för nationens räddning | Tutsi      |
| Pierre Buyoya            | 9 september 1987 – 10 juli 1993       | President                                            | Tutsi      |
| Melchior Ndadaye         | 10 juli – 21 oktober 1993             | President                                            | Hutu       |
| François Ngeze           | 21 oktober – 27 oktober 1993          | Ordförande i kommittén för allmänhetens räddning     | Tutsi      |
| Sylvie Kinigi            | 27 oktober 1993 – 5 februari 1994     | Tillförordnad president                              | Tutsi      |
| Cyprien Ntaryamira       | 5 februari – 6 april 1994             | President                                            | Hutu       |
| Sylvestre Ntibantunganya | 6 april 1994 – 25 juli 1996           | President                                            | Hutu       |
| Pierre Buyoya            | 25 juli 1996 – 30 april 2003          | President                                            | Tutsi      |
| Domitien Ndayizeye       | 30 april 2003 – 26 augusti 2005       | President                                            | Hutu       |
| Pierre Nkurunziza        | 26 augusti 2005 – 8 juni 2020         | President                                            | Hutu       |
| Évariste Ndayishimiye    | 18 juni 2020 –                        | President                                            | Hutu       |